# Stor-Grundtjärnen (Borgvattnets socken, Jämtland)
Stor-Grundtjärnen är en sjö i Ragunda kommun i Jämtland och ingår i Indalsälvens huvudavrinningsområde. Sjön har en area på 0,144 kvadratkilometer och ligger 378,9 meter över havet. Sjön avvattnas av vattendraget Gilleran.

## Delavrinningsområde
Stor-Grundtjärnen ingår i det delavrinningsområde (704191-150588) som SMHI kallar för Inloppet i Fullsjön. Medelhöjden är 416 meter över havet och ytan är 9,45 kvadratkilometer. Det finns inga avrinningsområden uppströms utan avrinningsområdet är högsta punkten. Gilleran som avvattnar avrinningsområdet har biflödesordning 2, vilket innebär att vattnet flödar genom totalt 2 vattendrag innan det når havet efter 163 kilometer. Avrinningsområdet består mestadels av skog (80 procent). Avrinningsområdet har 1,94 kvadratkilometer vattenytor vilket ger det en sjöprocent på 7,2 procent.